# Кроммені
Кроммені (нід. Krommenie) — місто в нідерландській провінції Північна Голландія. Входить до складу муніципалітету Занстад, і лежить приблизно 15 км на північний схід від міста Гарлем. У місті знаходиться велосипедна доріжка Solaroad — перша у світі споруда такого типу, створена із сонячних батарей.